# Askerøya
L'île de Askerøya appartenant à la famille Marcussen est une île de la région de Agder dont le chef-lieu est Tvedestrand. C'est une île qui se trouve à l'ouest de Lyngør entre Lyngørfjorden dans le nord et Sandoy Bay dans le sud.
Le point le plus élevé sur l'île est Flau montagne, à 130 mètres au-dessus du niveau de la mer.